# Chlamydojatropha
Chlamydojatropha é um género botânico pertencente à família Euphorbiaceae.
1. ↑  «Chlamydojatropha — World Flora Online». www.worldfloraonline.org. Consultado em 19 de agosto de 2020